# 愛知県道155号井之口江南線

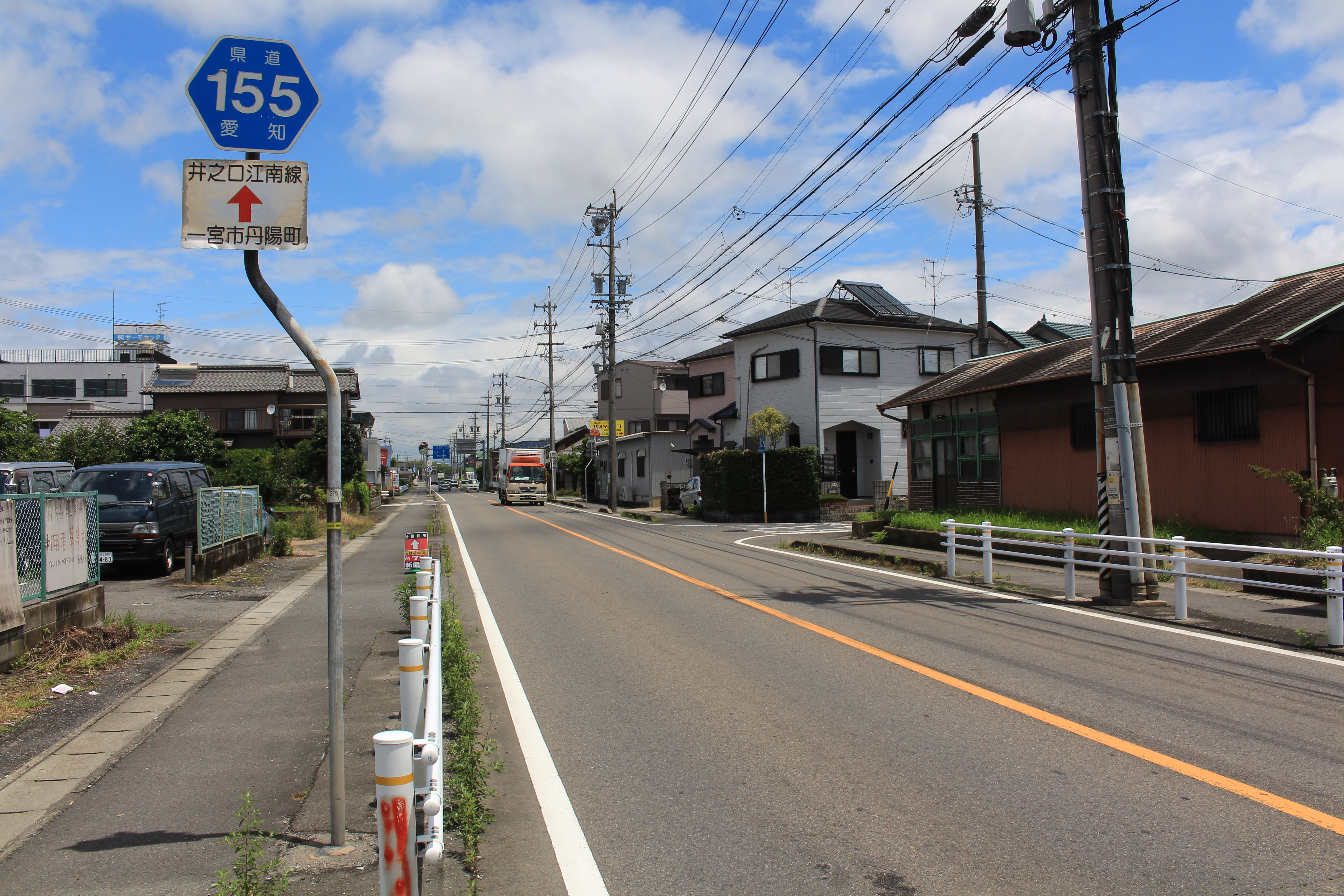
愛知県道155号井之口江南線の標識、一宮市丹陽町三ツ井にて

愛知県道155号井之口江南線（あいちけんどう155ごう いのくちこうなんせん）は、愛知県稲沢市から同県江南市に至る一般県道である。

## 概要

### 路線データ
- 起点：愛知県稲沢市井之口町
- 終点：愛知県江南市五明町
- 路線延長：約9.8 km

## 沿革
- 1959年（昭和34年）12月15日：認定

## 地理

### 通過する自治体
- 愛知県
  - 稲沢市 - 一宮市 - 江南市

### 接続する道路
- 愛知県道136号一宮清須線（美濃街道）（稲沢市井之口町池向地内）

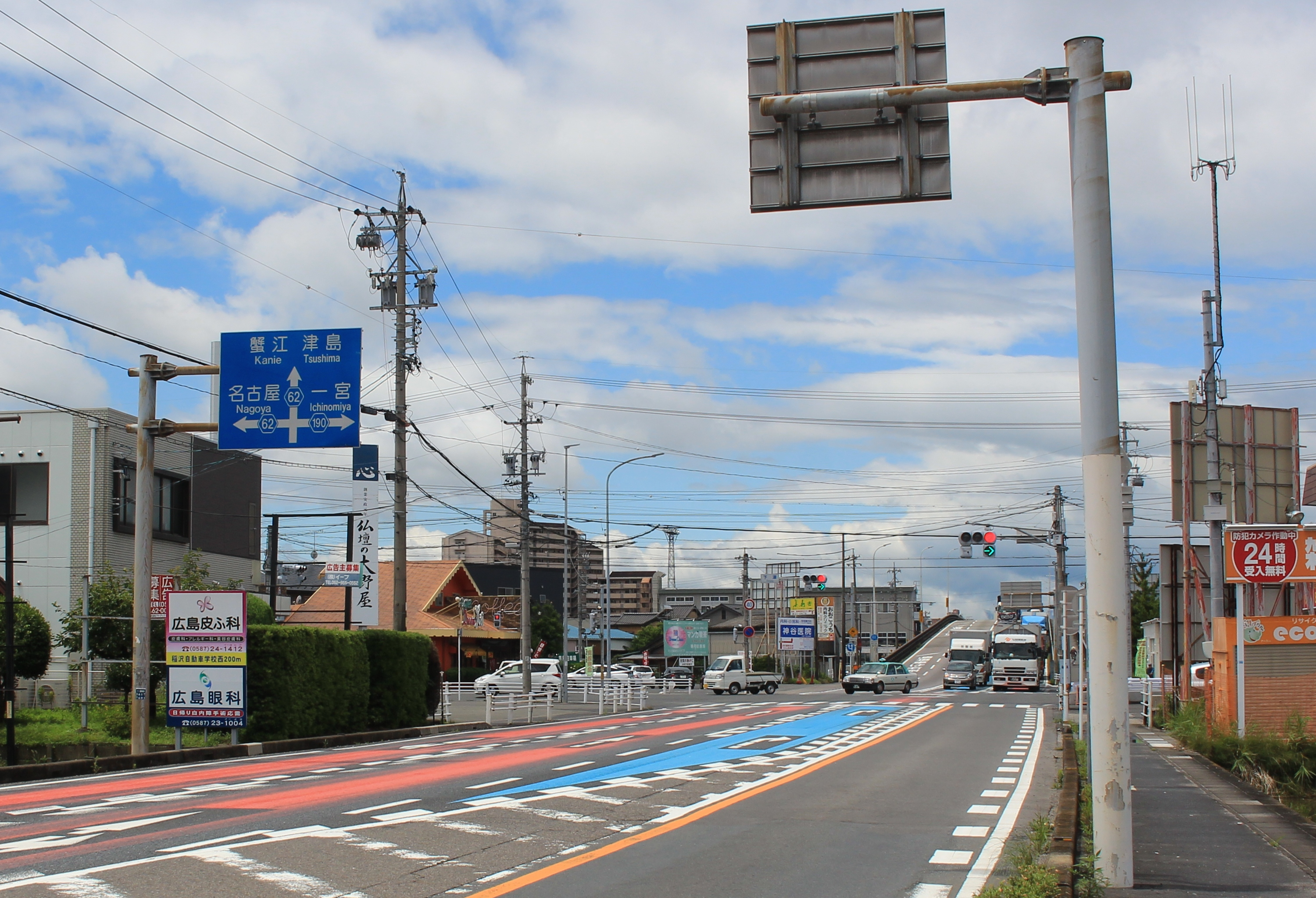
愛知県道62号春日井稲沢線と愛知県道190号名古屋一宮線に接続する下津交差点、稲沢市下津小井戸町にて

- 愛知県道62号春日井稲沢線（井之口交差点 - 下津交差点間で重複）
- 愛知県道190号名古屋一宮線（岐阜街道、鮎鮨街道）（井之口交差点 - 下津交差点：愛知県道62号と重複）
- 愛知県道161号名古屋豊山稲沢線（下津新町東交差点）
- 国道22号（名岐バイパス）（一宮市丹陽町九日市でアンダーパス）
- 愛知県道25号春日井一宮線 （一宮市三ツ井地内 - 三ツ井東交差点間で重複）
- 愛知県道153号浅井清須線 （三ツ井東交差点 - 重吉交差点間で重複）
- 愛知県道149号浅野羽根岩倉線（小山交差点）
- 国道155号（佐野交差点）
- 愛知県道171号小折一宮線（穂積塚本交差点）
- 愛知県道63号名古屋江南線（すいとぴあ名草線）（五明町大膳交差点）

### 沿線
- 稲沢市立下津小学校

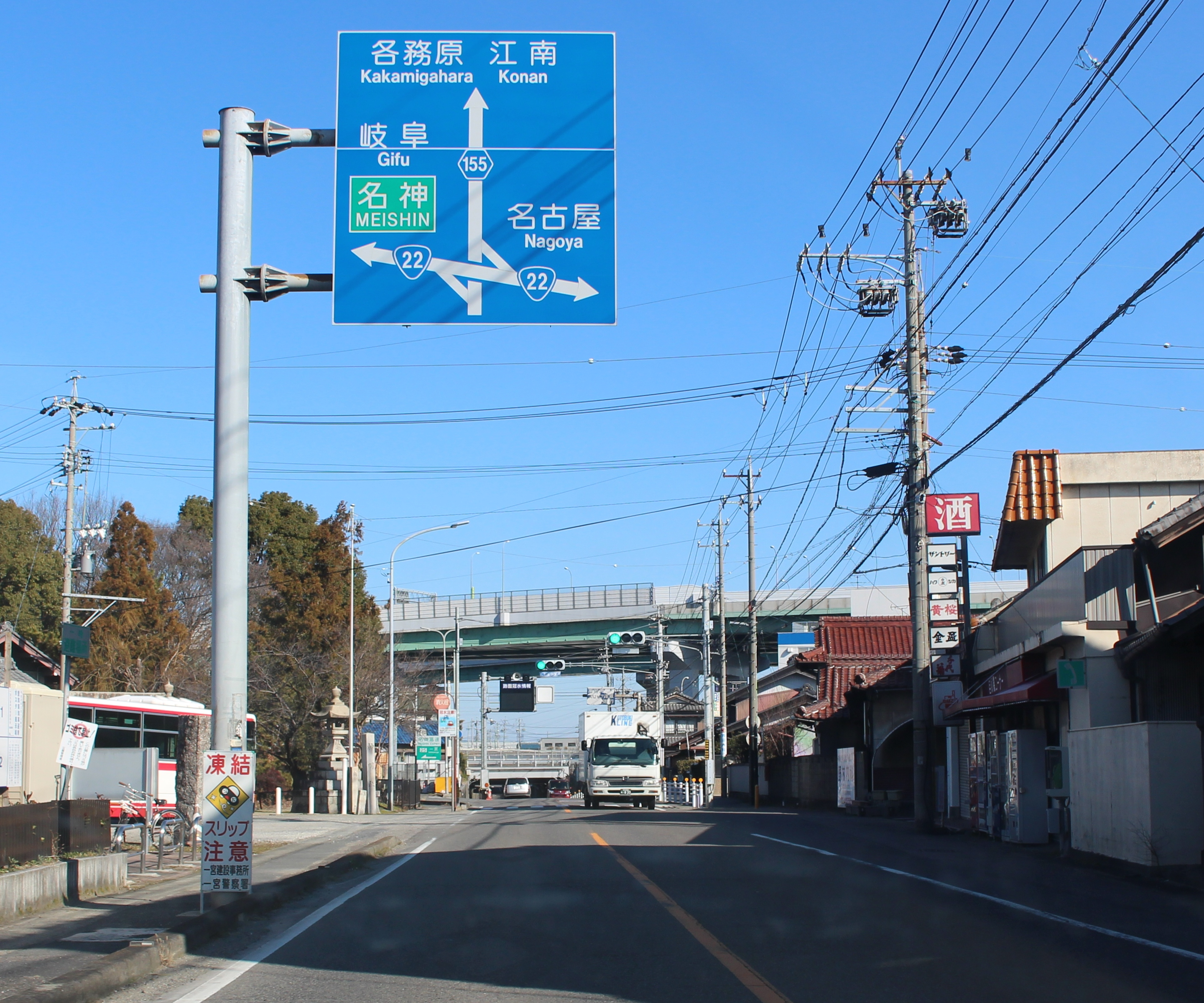
名神高速道路一宮インターチェンジ入口、その北側で国道22号のアンダーパスで接続する。

- 一宮インターチェンジ（名古屋高速16号一宮線・名神高速道路）
- 一宮市立丹陽中学校